# Happy Pledis 2012 'Love Letter'
〈Happy Pledis 2012 'Love Letter'〉(해피 플레디스 2012 '러브 레터')는 2011년 12월 16일에 발매된 싱글이다.

## 수록곡
1. 손담비, 애프터스쿨 - Love Letter (Feat. 아라, 혜림, 정현, 민현, 동호)
2. 손담비, 애프터스쿨 - 겨울 이야기
3. 오렌지 캬라멜 - 어떤가요
4. 애프터스쿨 - LOVE LOVE LOVE Remix